# Hot hatch

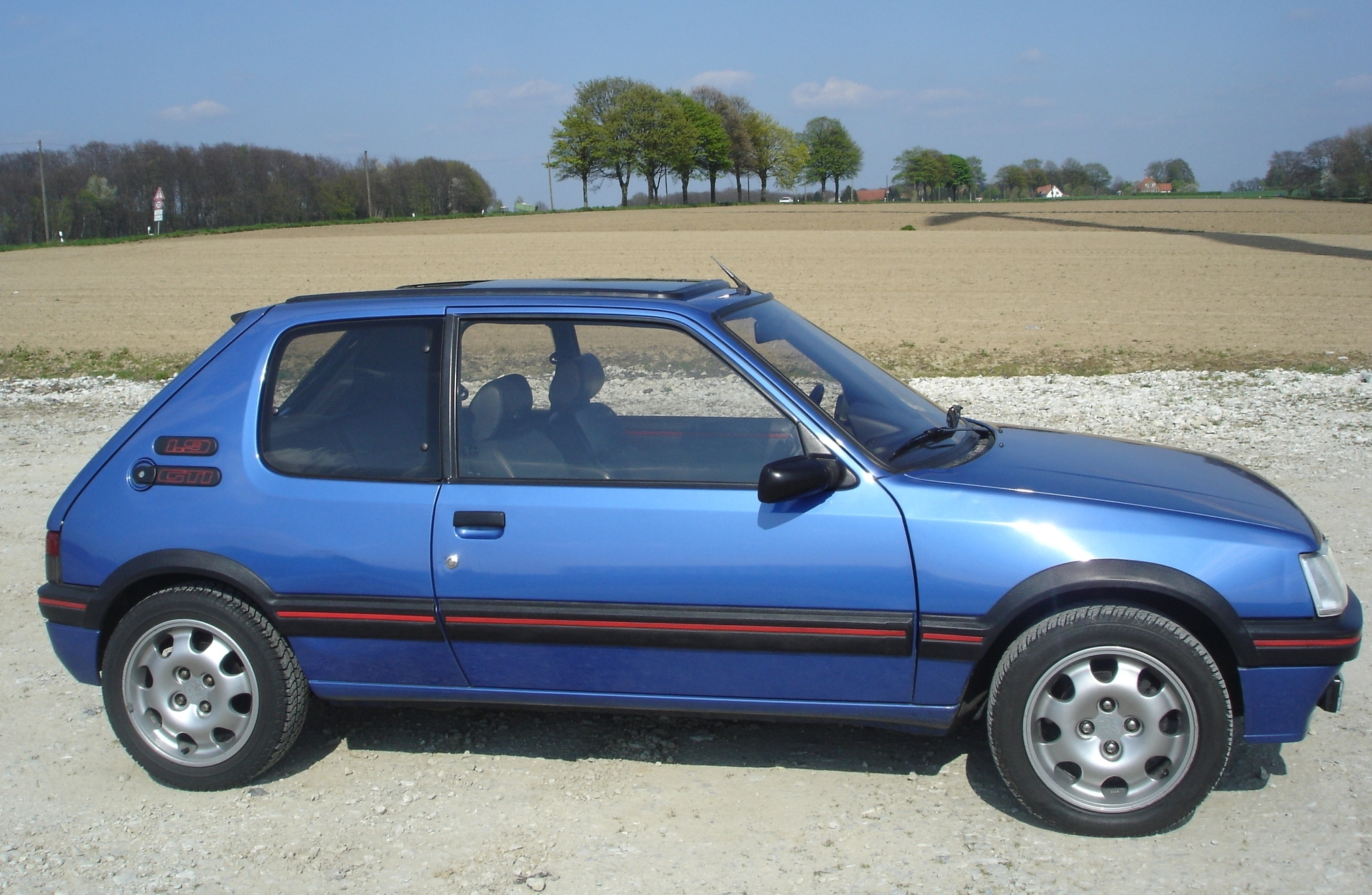
Peugeot 205 GTI 1.9

Hot hatch − sportowe wersje kompaktowych i subkompaktowych samochodów osobowych z 3- lub 5-drzwiowym nadwoziem typu hatchback. Nazwa jest skrótem od hot hatchback.
Pojazdy te oparte są zazwyczaj w większości na standardowych odpowiednikach, wyposażone są jednak w mocniejsze jednostki napędowe, ulepszony układ zawieszenia oraz czasami dodatkowe elementy nadwozia (spoilery, dokładki zderzaków) czy też większe felgi z szerszymi oponami. Najczęstszym stosowanym układem jest montowany z przodu silnik napędzający oś przednią, jednakże coraz częściej spotykane są także samochody z jednostkami wysokoprężnymi, napędem AWD czy też układem hybrydowym.

## Początki
Termin hot hatch pojawił się na początku lat 80. w Wielkiej Brytanii, początkowo jako 'hot hatchback' (1983), rok później dzięki prasie motoryzacyjnej spopularyzowana została skrócona wersja - 'hot hatch', w roku 1986 została użyta w The Times, od tamtej pory jest powszechnie używana, mimo to jest określeniem nieformalnym. Stosuje się ją także do opisu pojazdów z lat 70, mimo że nie była wówczas znana.
Niektóre pojazdy sportowe charakteryzują się nadwoziem typu hatchback, nie są jednak podrasowanymi wersjami pojazdów rodzinnych, przez co nie mogą być określane mianem hot hatch. Z tego względu samochody takie jak: Porsche 928, Porsche Panamera, Reliant Scimitar GTE czy Ferrari FF nie mogą zostać określone tym mianem.

## Rozwój pojazdów

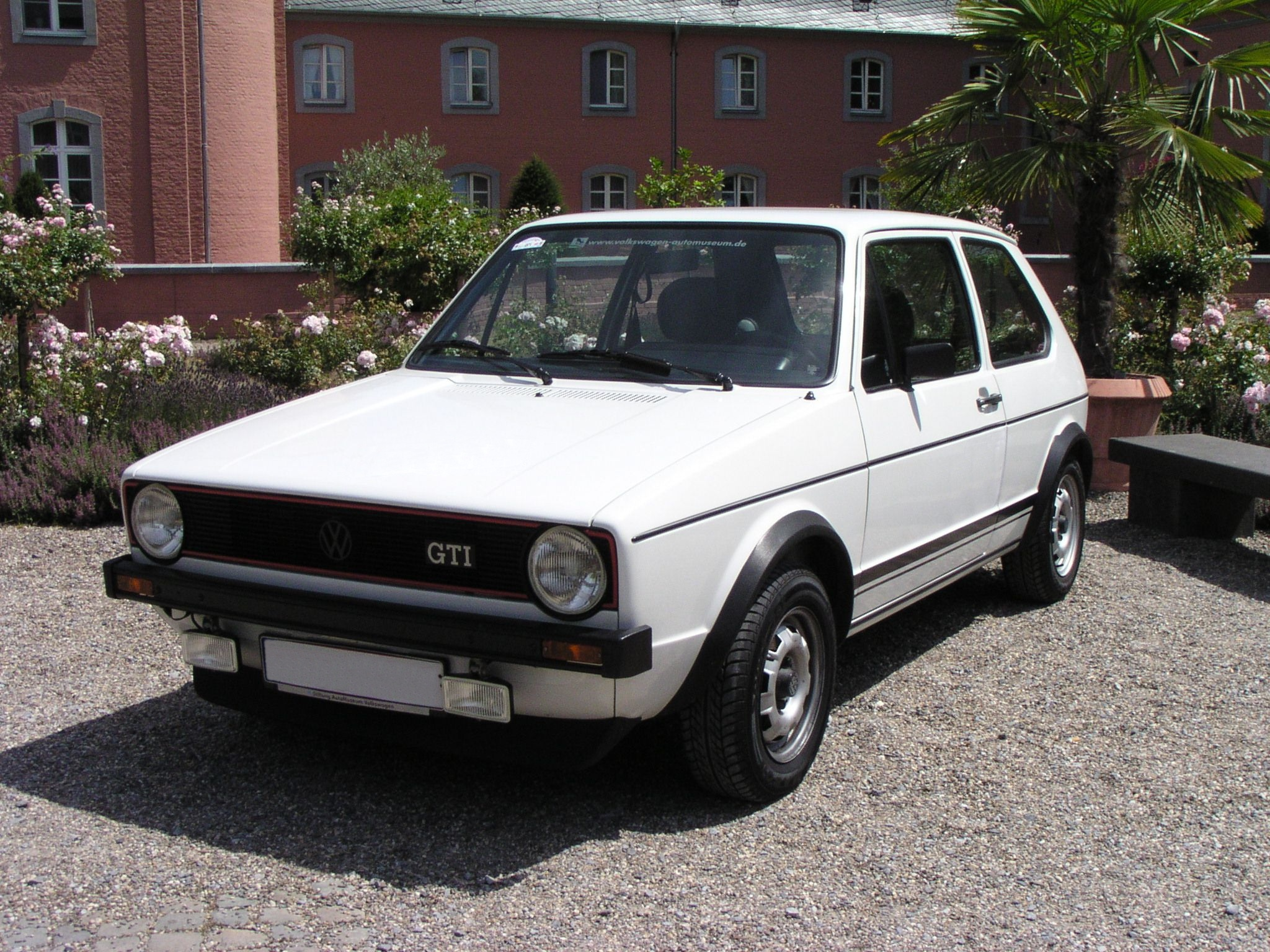
VW Golf GTI, przykład hot hatcha z lat 70.

Samochód który spopularyzował segment hot hatchów to sprzedawany od 1976 Volkswagen Golf GTI, zaprezentowany na Frankfurt Motor Show 1975. Mimo to nie Golf GTI nie był pierwszym samochodem tego typu, już wcześniej pojawiały się usportowione wersje kompaktowych pojazdów, jak na przykład Simca 1100 Ti (od 1974).
VW Golf GTI dzięki mocniejszemu silnikowi o pojemności 1,6 l z wtryskiem paliwa, lepszymi właściwościami i marketingiem nastawionym na podkreślanie sportowego charakteru, przyczynił się do powstała rynku zbytu dla małych rodzinnych pojazdów ze sportowymi osiągami.
Do początku lat 80. nienazwany jeszcze wówczas segment rynku zdominowały dwa pojazdy, Volkswagen Golf I GTI oraz Renault 5 Alpine/Gordini. Pod koniec lat 70. do segmentu dołączał kolejne pojazdy, Chrysler/Talbot Sunbeam Ti czy Peugeot 104 ZS.

### Lata 80. i 90.

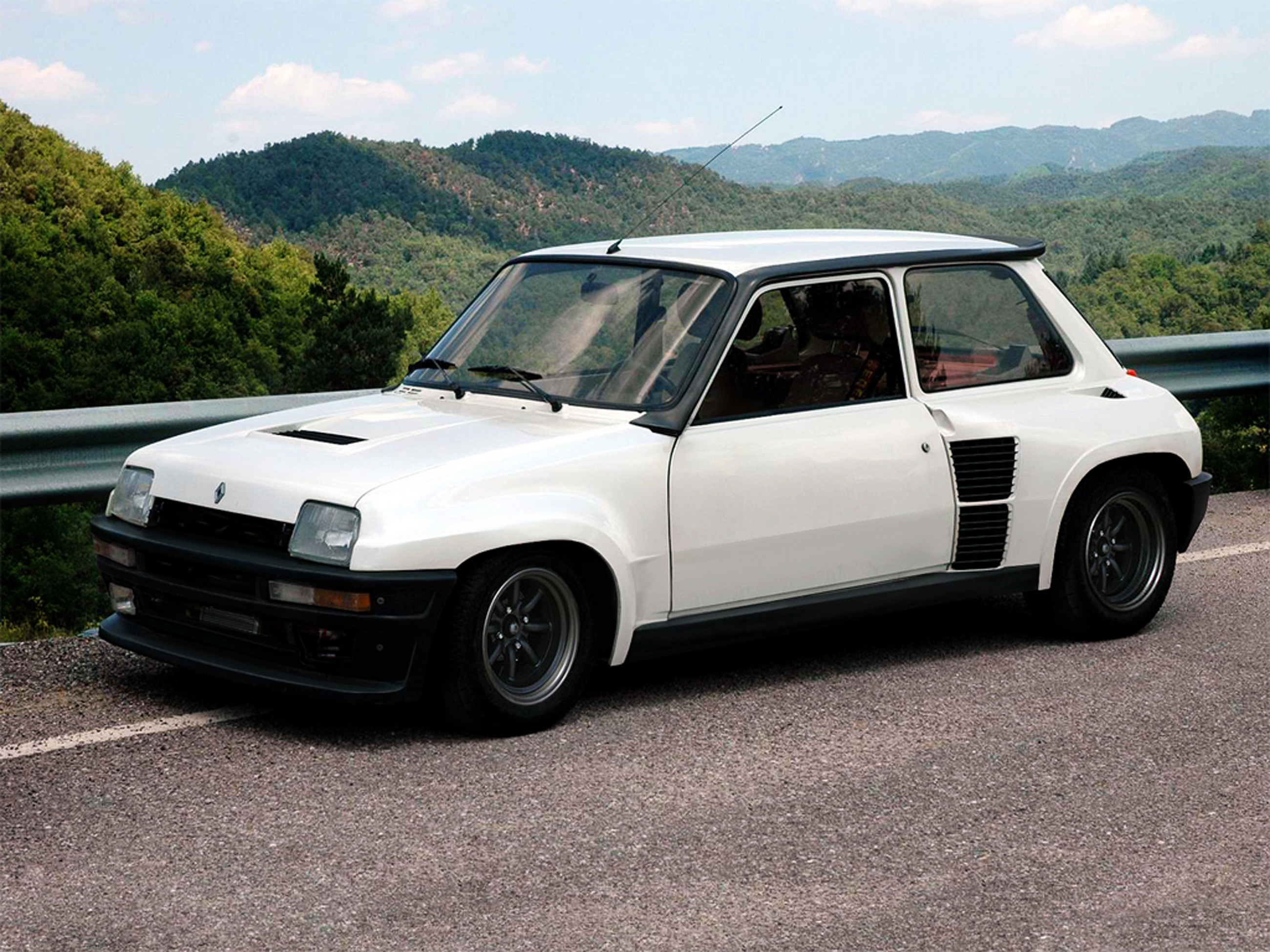
Renault 5 Turbo

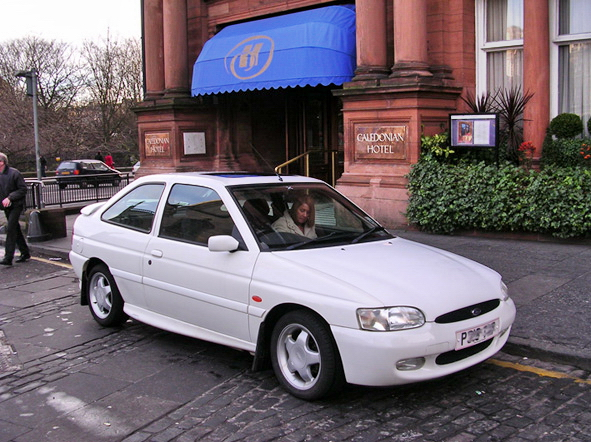
Ford Escort RS2000

Od momentu wprowadzenia do branży motoryzacyjnej nazwy hot hatch w 1984, segment tego typu pojazdów zaczął się szybko rozrastać, prawie każdy producent miał w swojej ofercie usportowiony samochód kompaktowy. Istniała duża różnorodność wzmacniania osiągów, w Fordzie Fiesta XR2 (1981) zastosowano wydajniejszy gaźnik, w Peugeocie 205 GTI i  309 GTI wtrysk paliwa, turbodoładowanie w Renault 5 GT Turbo i 11 Turbo po montaż większych jednostek napędowych jak R4 2.0 w Fiacie Ritmo/Strada Abarth 130 TC.  Volkswagen w swoich pojazdach stosował niespotykane w tym segmencie wcześniej doładowanie mechaniczne (Polo G40 i Golf G60).
Pozostałe hot hatche z lat 80. to m.in.: Citroën AX Sport / GT, Daihatsu Charade GTti, Fiat Uno Turbo i.e, Ford Escort XR3/XR3i, Mitsubishi Colt 1600 Turbo, MG Metro, MG Maestro, Opel Corsa/Vauxhall Nova SR/GT/GSi/GTE, Opel Kadett i Astra GT/SRi/GSi/GT.
Od lat 90. rozpoczęło się powiększanie segmentu hot hatchów o głównie japońskie pojazdy skierowane głównie na rynek europejski. Na rynku zadebiutowały modele takie jak: Citroën ZX 16V i Saxo VTS, Ford Fiesta RS Turbo i Escort RS Cosworth, Honda Civic Type R, Nissan Sunny GTi i Pulsar GTi-R, Peugeot 106 XSi/Rallye/GTi/S16 i 306 GTi-6/Rallye/S16, Proton Satria GTi, Renault Clio Williams/16V, SEAT Ibiza GTi/GT 16v/Cupra oraz Toyota Corolla (E100) GTi.

### Po roku 2000
Po roku 2000 nastąpił wzrost mocy maksymalnej silników stosowanych do napędu hot hatchów, zaczęła ona przekraczać 200 KM (147 kW), w 2010 osiągnięto wartości 350 KM (257 kW) – Ford Focus Focus RS 500 i 400 KM (294 kW) - Subaru Cosworth Impreza STI CS400. Na początku nowego milenium magazyn motoryzacyjny Evo nazwał je mianem "superhatchów".

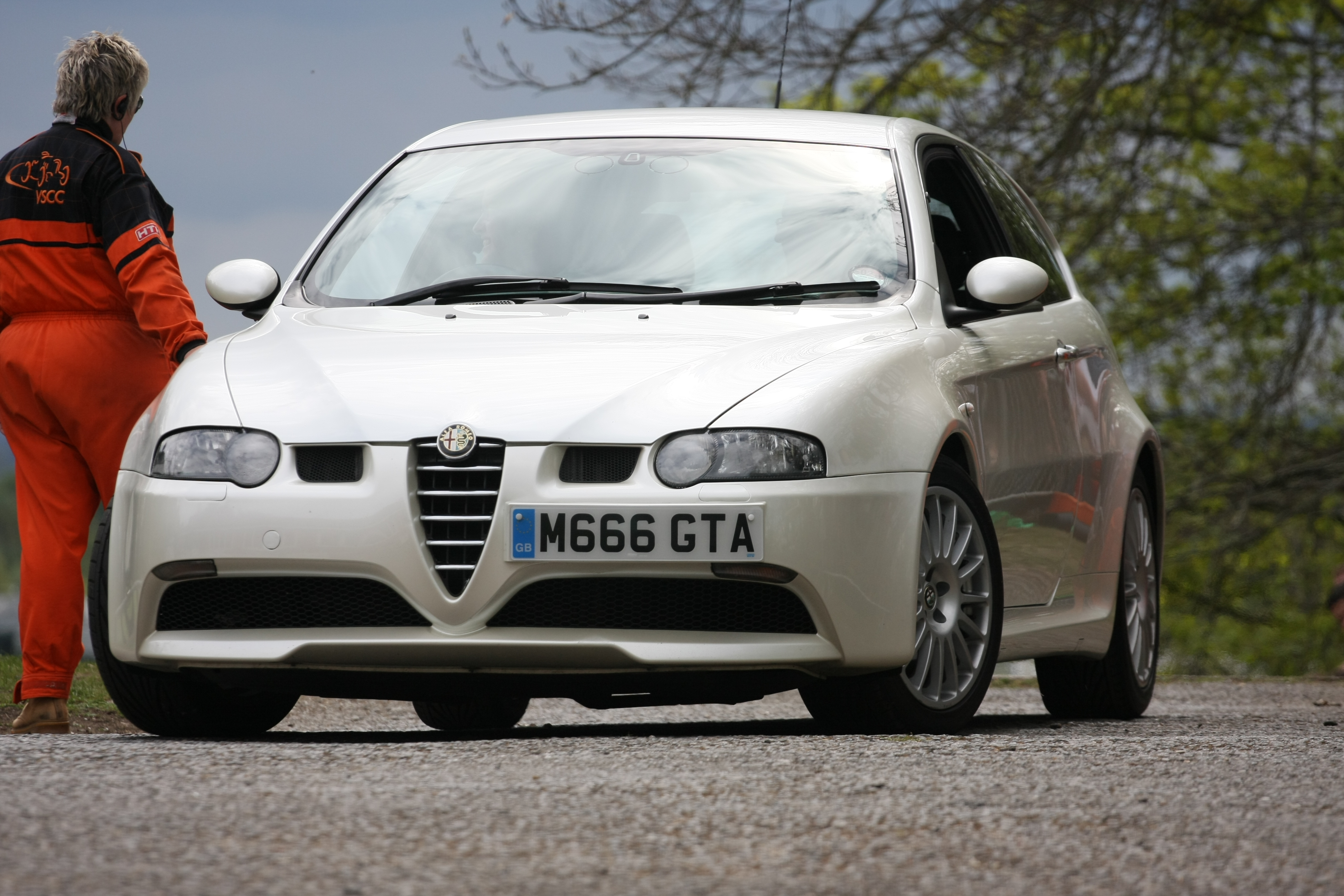
Alfa Romeo 147 GTA

Po roku 2000 pojawiło się kilka marek podległych większym producentom, były to np: Renault Sport Opel Performance Center, VXR czy też Abarth.
Przedstawicielami segmentu hot hatch po roku 2000 były: Alfa Romeo 147 GTA i MiTo GTA,  Citroën DS3 Racing, Abarth Grande Punto, Ford Focus ST i RS, MG ZR i ZS, Mini Cooper i John Cooper Works, Opel/Vauxhall Astra SRi, OPC i VXR, Opel/Vauxhall Corsa OPC/VXR, Peugeot 206 S16/GT i RC, Peugeot 207 GTi, Renault Clio RS 2.0/V6, Renault Mégane Renault Sport, SEAT León Cupra i FR, Volkswagen Golf V GTI i Golf VI R.

## Ameryka Północna
Przed wprowadzeniem Volkswagena Rabbit we wrześniu 1982 amerykańscy producenci mieli w swojej ofercie usportowione rodzinne pojazdy. Były to np: 1981 Dodge Charger 2.2 i 1980 Chevrolet Citation X-11. Ford oferował model Escort GT oraz niemal identycznego Mercury Lynx XR3. W 1984 Chrysler użył jednostki 2.2 turbo do napędu modeli Daytona i Laser. Dostępny był także turbodoładowany Dodge Omni GLH (skrót rozwijano jako "Goes Like Hell"). General Motors miał w swojej ofercie kilka hatchbacków opartych o platformę J-body, były to modele Cavalier Z24 oraz turbodoładowane Sunbird i Skyhawk.
Do nowszych amerykańskich hot hatchów należą np: Ford Focus SVT z 2002 roku, Dodge Caliber SRT-4 z 2007 czy też Chevrolet Sonic RS z 2012.
Japońscy producenci przygotowali także kilka modeli z myślą o rynku amerykańskim, były to np: Acura Integra, Toyota Corolla FX-GT, Corolla (E80) GT-S oraz Honda Civic Si.

## Azja i Australia
Termin hot hatch nie rozpowszechnił się zbyt na terenie Azji i Australii, mimo to lokalni producenci oferowali kompaktowe pojazdy typu hatchback o podwyższonych osiągach. Były to np: Ford Laser TX3, Honda City Turbo/Turbo II czy też Suzuki Cultus GT/Swift GTi. Na rynku australijskim oferowano Forda Focusa XR5 oraz HSV Astra VXR.

## Warm hatch
W czasach rozkwitu segmentu hot hatch (lata 90. i 2000-2009) coraz większą popularność zdobywał termin warm hatch odnoszący się do nieco słabszych odmian tych pojazdów. Wciąż oferowały one stosunkowo dobre osiągi jednak przy zachowaniu funkcjonalności podstawowej wersji, zachęcały także nabywców niższymi taryfami ubezpieczeniowymi. Moc maksymalna mieści się zazwyczaj w przedziale 100-150 KM, przykładowe pojazdy z tego segmentu to: Mini Cooper, Peugeot 207 GT, Suzuki Swift Sport czy też Toyota Yaris SR.